# Shandi
Shandi (mais conhecido como Cao Fang) foi um Chinês da Dinastia conhecida por Três Reinos, Reino de Wei. Reinou entre 239 ou 240 e 254, foi antecedido no trono pelo Cao Rui e seguido por Gao Gui Xiang Gong (Cao Mao).